# 陆军 (1943年)
陆军（1943年5月—），男，汉族，江苏吴江人，中华人民共和国评弹艺术研究学者、政治人物，中国曲艺家协会苏州评弹艺术委员会主任，江苏省政协副主席。